# Jules César (téléfilm, 2011)
Pour les articles homonymes, voir Jules César (homonymie).
Pour plus de détails, voir Fiche technique et Distribution.
Jules César est un téléfilm français, adaptation par François Roussillon de l'opéra de Georg Friedrich Haendel Giulio Cesare in Egitto, diffusé en 2011 sur Mezzo.

## Fiche technique
- Titre français : Jules César
- Réalisation : François Roussillon
- Scénario : Nicola Francesco Haym (texte), Giacomo Francesco Bussani (after)
- Décors : Laurent Pelly
- Costumes : Chantal Thomas
- Musique : Georg Friedrich Haendel
- Chef d'orchestre : Emmanuelle Haïm
- Société(s) de production : Opéra national de Paris, François Roussillon et Associés , Mezzo (co-production)
- Société(s) de distribution : Mezzo
- Pays d'origine : France
- Année : 2011
- Langue originale : italien
- Format : couleur – 16/9 HD
- Genre : drame, musique
- Durée : 217 minutes
- Dates de sortie : 
  -  France : 10 février 2011

## Distribution
- Lawrence Zazzo : Jules César
- Natalie Dessay : Cléopâtre
- Isabel Leonard : Sesto
- Varduhi Abrahamyan : Cornelia
- Christophe Dumaux : Tolomeo
- Nathan Berg : Achilla
- Dominique Visse : Nireno
- Aimery Lefèvre : Curio